# Grades de la Schutzstaffel
Les grades de la Schutzstaffel sont divisés selon le modèle de l'armée (la Wehrmacht), chaque grade ou presque ayant son équivalent. Comme dans l'armée, trois groupes sont distingués : les hommes de la SS correspondent aux hommes du rang, les SS-Unterführer aux sous-officiers et les SS-Führer aux officiers.

## Grades et correspondances
Le tableau ci-dessous énumère les grades de la SA et de la SS par ordre décroissant en application au 7 avril 1942 avec les grades correspondants dans la police, la Wehrmacht Heer (l’armée de terre) et les divisions importantes du parti nazi (le NSDAP).
Les grades de service des organisations de l'État et du parti ne se recouvrent pas totalement en ce qui concerne les plus hauts grades.
Les désignations de grade de la SS ont été reprises de celles de la SA qui leur étaient à l'origine antérieurs.
| Sturmabteilung (SA)    | Allgemeine SS           | Waffen-SS                    | Nationalsozialistisches Fliegerkorps | Nationalsozialistisches Kraftfahrkorps | Police                        | Wehrmacht Heer (armée de terre)          |
| ---------------------- | ----------------------- | ---------------------------- | ------------------------------------ | -------------------------------------- | ----------------------------- | ---------------------------------------- |
| -----                  | -----                   | -----                        | Reichsminister der Luftfahrt         | -----                                  | -----                         | Reichsmarschall                          |
| SA-Stabschef           | Reichsführer-SS         | Reichsführer-SS              | Korpsführer-NSFK                     | Korpsführer-NSKK                       | -----                         | Generalfeldmarschall                     |
| -----                  | SS-Oberst-Gruppenführer | SS-Oberst-Gruppenführer      | NSFK-Ehrenführer                     | -----                                  | Generaloberst der Polizei     | Generaloberst                            |
| SA-Obergruppenführer   | SS-Obergruppenführer    | SS-Obergruppenführer         | NSFK-Obergruppenführer               | NSKK-Obergruppenführer                 | General der Polizei           | General                                  |
| SA-Gruppenführer       | SS-Gruppenführer        | SS-Gruppenführer             | NSFK-Gruppenführer                   | NSKK-Gruppenführer                     | Generalleutnant der Polizei   | Generalleutnant                          |
| SA-Brigadeführer       | SS-Brigadeführer        | SS-Brigadeführer             | NSFK-Brigadeführer                   | NSKK-Brigadeführer                     | Generalmajor der Polizei      | Generalmajor                             |
| SA-Oberführer          | SS-Oberführer           | SS-Oberführer                | NSFK-Oberführer                      | NSKK-Oberführer                        | ------                        | ------                                   |
| SA-Standartenführer    | SS-Standartenführer     | SS-Standartenführer          | NSFK-Standartenführer                | NSKK-Standartenführer                  | Oberst der Polizei            | Oberst                                   |
| SA-Obersturmbannführer | SS-Obersturmbannführer  | SS-Obersturmbannführer       | NSFK-Obersturmbannführer             | NSKK-Oberstaffelführer                 | Oberstleutnant der Polizei    | Oberstleutnant                           |
| SA-Sturmbannführer     | SS-Sturmbannführer      | SS-Sturmbannführer           | NSFK-Sturmbannführer                 | NSKK-Staffelführer                     | Major der Polizei             | Major                                    |
| SA-Hauptsturmführer    | SS-Hauptsturmführer     | SS-Hauptsturmführer          | NSFK-Hauptsturmführer                | NSKK- Hauptsturmführer                 | Hauptmann der Polizei         | Hauptmann                                |
| SA-Obersturmführer     | SS-Obersturmführer      | SS-Obersturmführer           | NSFK-Obersturmführer                 | NSKK-Obersturmführer                   | Oberleutnant der Polizei      | Oberleutnant                             |
| SA-Sturmführer         | SS-Untersturmführer     | SS-Untersturmführer          | NSFK-Sturmführer                     | NSKK-Sturmführer                       | Leutnant der Polizei          | Leutnant                                 |
| SA-Haupttruppführer    | SS-Sturmscharführer     | SS-Sturmscharführer          | -----                                | NSKK-Haupttruppführer                  | -----                         | Stabsfeldwebel (de)                      |
| SA-Obertruppführer     | SS-Hauptscharführer     | SS-Hauptscharführer          | NSFK-Obertruppführer                 | NSKK-Obertruppführer                   | -----                         | Oberfeldwebel                            |
| -----                  | -----                   | SS-Standartenoberjunker (de) | -----                                | -----                                  | -----                         | Oberfähnrich                             |
| SA-Truppführer         | SS-Oberscharführer      | SS-Oberscharführer           | NSFK-Truppführer                     | NSKK- Truppführer                      | Polizei-Meister               | Feldwebel                                |
| -----                  | -----                   | SS-Standartenjunker (de)     | -----                                | -----                                  | -----                         | Fahnenjunker-Feldwebel                   |
| SA-Oberscharführer     | SS-Scharführer          | SS-Scharführer               | NSFK-Oberscharführer                 | NSKK-Oberscharführer                   | Polizei-Hauptwachtmeister     | Unterfeldwebel (de)                      |
| -----                  | -----                   | SS-Oberjunker (de)           | -----                                | -----                                  | -----                         | Fähnrich                                 |
| SA-Scharführer         | SS-Unterscharführer     | SS-Unterscharführer          | NSFK-Scharführer                     | NSKK-Scharführer                       | Polizei-Zugwachtmeister       | Unteroffizier                            |
| -----                  | -----                   | SS-Junker (de)               | -----                                | -----                                  | -----                         | Fahnenjunker-Unteroffizier               |
| -----                  | -----                   | -----                        | -----                                | -----                                  | Polizei-Oberwachtmeister (de) | Hauptgefreiter (de), Stabsgefreiter (de) |
| SA-Rottenführer        | SS-Rottenführer         | SS-Rottenführer              | NSFK-Rottenführer                    | NSKK-Rottenführer                      | Polizei-Wachtmeister          | Obergefreiter                            |
| SA-Obersturmmann       | SS-Sturmmann            | SS-Sturmmann                 | NSFK-Sturmmann                       | NSKK-Obersturmmann                     | Polizei-Rottwachtmeister      | Gefreiter                                |
| -----                  | -----                   | SS-Obergrenadier             | -----                                | -----                                  | -----                         | Oberschütze (de)                         |
| SA-Sturmmann           | SS-Mann SS-Grenadier    | SS-Mann SS-Grenadier         | NSFK-Mann                            | NSKK-Sturmmann                         | Polizei-Unterwachtmeister     | Schütze                                  |
| SA-Anwärter            | Staffel-Anwärter        | -----                        | -----                                | -----                                  | -----                         | -----                                    |
| -----                  | Staffel-Bewerber        | -----                        | -----                                | -----                                  | -----                         | -----                                    |

- Les grades de service du parti Staffel-Bewerber et Staffel-Anwärter furent abandonnés par la SA et la SS en 1940 pour devenir Schütze (pour Staffel-Bewerber) et Ober-Schütze (pour SS-Mann).

- Le grade de SS-Sturmhauptführer fut créé par la SS en 1931.

- Les grades SS de SS-Obersturmführer, SS-Obersturmbannführer et SS-Brigadeführer apparaissent pour la première fois en mai 1933.

- Le grade de SA-Hauptsturmführer exista seulement à partir de 1935. Auparavant, on parlait de SA-Sturmhauptführer. Plus tard, les grades de SS-Sturmführer et SS-Sturmhauptführer furent changés en SS-Untersturmführer et SS-Hauptsturmführer.

- Il n'existe aucune correspondance militaire avec le grade de parti Oberführer, ce qui pourrait s'en approcher le plus, serait le grade de dienstälterer Oberst, qui peut se traduire par « colonel doyen ».

- Le grade de SS-Oberst-Gruppenführer (parfois écrit SS-Oberstgruppenführer) est créé par Adolf Hitler le 7 avril 1942. Seules quatre personnes ont été nommées à ce grade : deux généraux de la Waffen-SS, Sepp Dietrich[b] et Paul Hausser[c], ainsi que deux autres dignitaires nazis non militaires, Kurt Daluege[d] et Franz Xaver Schwarz[e].

- Heinrich Himmler met en place le grade de SS-Ehren- und Rangführer (de) (« chef d’honneur et de rang dans la SS pour mérites particuliers relatifs à la vie publique »).

## Liste simplifiée de correspondance
Cette liste donne, dans l’ordre hiérarchique décroissant, les différents grades en vigueur dans la SS, avec entre parenthèses les grades équivalents dans la Wehrmacht, puis dans la plupart des armées.
Il faut souligner que ces grades sont employés pour toute la SS, y compris pour ses membres n'appartenant pas à la Waffen-SS et n'ayant jamais participé au moindre combat, ni exercé de responsabilité militaire. Leur équivalence dans la Wehrmacht et dans les autres armées n'est donc tangible que pour la Waffen-SS. Pour les membres de l'Allgemeine SS, ces grades ont l’unique utilité de les situer dans la hiérarchie de cette organisation.

### Années 1934 à 1945
- Reichsführer-SS (Generalfeldmarschall) : grade porté par Heinrich Himmler, puis quelques jours par Karl Hanke, à partir du 29 avril 1945, chefs de la SS pour le Reich[f]
- SS-Oberst-Gruppenführer (Generaloberst)
- SS-Obergruppenführer (General)
- SS-Gruppenführer (Generalleutnant)
- SS-Brigadeführer (Generalmajor)
- SS-Oberführer : il s'agit d'un grade spécifique à la SS qui, dans les autres armées, serait intermédiaire entre ceux de colonel et général[g].
- SS-Standartenführer (Oberst)
- SS-Obersturmbannführer (Oberstleutnant)
- SS-Sturmbannführer (Major)
- SS-Hauptsturmführer (Hauptmann)
- SS-Obersturmführer (Oberleutnant)
- SS-Untersturmführer (Leutnant)
- SS-Sturmscharführer (Hauptfeldwebel (de))
- SS-Hauptscharführer (Oberfeldwebel)
- SS-Oberscharführer (Feldwebel)
- SS-Scharführer (Unterfeldwebel (de))
- SS-Unterscharführer (Unteroffizier)
- SS-Rottenführer (Obergefreiter)
- SS-Sturmmann (Gefreiter) : caporal
- SS-Oberschütze (de) (Obersoldat (de))
- SS-Schütze / SS-Mann (Soldat)
- SS-Anwärter
- SS-Bewerber

## Évolution des grades SS

### 1925-1929
Les premiers titres des Schutzstaffel se faisaient sans insignes reconnaissables.
À partir de 1929, un système de code avec des traits blancs sur un brassard permettaient d'identifier les grades des Schutzstaffel comme suit :
- Reichsführer (chef de corps) : trois traits
- Oberführer (chef de brigade) : deux traits
- Staffelführer (de) (chef d'escadron) : un trait
- Mann (soldat) : aucun trait

### 1930-1932
| Grade SS                         | Équivalence Reichsheer             | Insigne de col                   |  |
| Grade SS                         | Équivalence Reichsheer             | Insigne de col                   |  |
| -------------------------------- | --------------------------------   | -------------------------------- |  |
|                                  |                                    |                                  |  |
| Gruppenführer                    | General                            |                                  |  |
|                                  |                                    |                                  |  |
| Oberführer                       | Generalmajor                       |                                  |  |
|                                  |                                    |                                  |  |
| Standartenführer                 | Oberst                             |                                  |  |
|                                  |                                    |                                  |  |
| Sturmbannführer                  | Major                              |                                  |  |
|                                  |                                    |                                  |  |
| Hauptsturmführer                 | Hauptmann                          |                                  |  |
|                                  |                                    |                                  |  |
| Untersturmführer                 | Leutnant                           |                                  |  |
|                                  |                                    |                                  |  |
| Hauptscharführer                 | Oberfeldwebel (sergent major-chef) |                                  |  |
|                                  |                                    |                                  |  |
| Oberscharführer                  | Feldwebel (sergent)                |                                  |  |
|                                  |                                    |                                  |  |
| Scharführer                      | Unterfeldwebel (de) (sergent)      |                                  |  |
|                                  |                                    |                                  |  |
| Schütze                          | Soldat                             |                                  |  |

### 1932-1934
| Grade SS              | Équivalence Reichsheer | Insigne de col | Insigne d'épaule |
| Grade SS              | Équivalence Reichsheer |                |                  |
| Obergruppenführer     | General                |                |                  |
|                       |                        |                |                  |
| Gruppenführer         | Generalleutnant        |                |                  |
|                       |                        |                |                  |
| Brigadeführer         | Generalmajor           |                |                  |
|                       |                        |                |                  |
| Oberführer            | Pas d’équivalence      |                |                  |
|                       |                        |                |                  |
| Standartenführer      | Oberst                 |                |                  |
|                       |                        |                |                  |
| Obersturmbannführer   | Oberstleutnant         |                |                  |
|                       |                        |                |                  |
| Sturmbannführer       | Major                  |                |                  |
|                       |                        |                |                  |
| Sturmhauptführer (de) | Hauptmann              |                |                  |
|                       |                        |                |                  |
| Obersturmführer       | Oberleutnant           |                |                  |
|                       |                        |                |                  |
| Sturmführer           | Leutnant               |                |                  |
|                       |                        |                |                  |
| Haupttruppführer (de) | Stabsfeldwebel (de)    |                |                  |
|                       |                        |                |                  |
| Obertruppführer (de)  | Oberfeldwebel          |                |                  |
|                       |                        |                |                  |
| Truppführer (de)      | Feldwebel              |                |                  |
|                       |                        |                |                  |
| Oberscharführer       | Unterfeldwebel (de)    |                |                  |
|                       |                        |                |                  |
| Scharführer           | Unteroffizier          |                |                  |
|                       |                        |                |                  |
| Rottenführer          | Obergefreiter          |                |                  |
|                       |                        |                |                  |
| Sturmmann             | Gefreiter              |                |                  |
|                       |                        |                |                  |
| Mann                  | Schütze                |                |                  |
|                       |                        |                |                  |
| Anwärter              |                        | Pas d'insigne  | Pas d'insigne    |

### 1934-1945

#### Officiers généraux
| Grade officiers généraux SS | Suffixe Waffen-SS                 | Équivalent Wehrmacht | Insigne de col | Patte d'épaule veste | Insigne pour effets sans patte d'épaule (tenue de combat) |
| --------------------------- | --------------------------------- | -------------------- | -------------- | -------------------- | --------------------------------------------------------- |
| Reichsführer-SS             | N/A                               | Generalfeldmarschall |                |                      | N/A                                                       |
| Oberst-Gruppenführer        | und Generaloberst der Waffen-SS   | Generaloberst        |                |                      |                                                           |
| Obergruppenführer           | und General der Waffen-SS         | General              |                |                      |                                                           |
| Gruppenführer               | und Generalleutnant der Waffen-SS | Generalleutnant      |                |                      |                                                           |
| Brigadeführer               | und Generalmajor der Waffen-SS    | Generalmajor         |                |                      |                                                           |

#### Officiers
| Grade officiers SS  | Traduction                      | Équivalent Wehrmacht | Insigne de col | Patte d'épaule veste | Insigne pour effets sans patte d'épaule (tenue de combat) |
| ------------------- | ------------------------------- | -------------------- | -------------- | -------------------- | --------------------------------------------------------- |
| Oberführer          | Chef senior                     | pas d’équivalent     |                |                      |                                                           |
| Standartenführer    | Chef de régiment                | Oberst               |                |                      |                                                           |
| Obersturmbannführer | Chef d'unité d'assaut principal | Oberstleutnant       |                |                      |                                                           |
| Sturmbannführer     | Chef d'unité d'assaut           | Major                |                |                      |                                                           |
| Hauptsturmführer    | Capitaine chef d'assaut         | Hauptmann            |                |                      |                                                           |
| Obersturmführer     | Chef d'assaut principal         | Oberleutnant         |                |                      |                                                           |
| Untersturmführer    | Sous-chef d'assaut              | Leutnant             |                |                      |                                                           |

#### Sous-officiers
| Grade Sous-officiers SS | Traduction                | Équivalence sous-officier                | Équivalent Wehrmacht | Insigne de col | Patte d'épaule veste | Insigne pour effets sans patte d'épaule (tenue de combat) |
| ----------------------- | ------------------------- | ---------------------------------------- | -------------------- | -------------- | -------------------- | --------------------------------------------------------- |
| Sturmscharführer        | Chef de peloton d'assaut  | N/A                                      | Stabsfeldwebel       |                |                      |                                                           |
| Hauptscharführer        | Capitaine chef de peloton | Standartenoberjunker FA (Führeranwärter) | Oberfeldwebel        |                |                      |                                                           |
| Hauptscharführer        | Capitaine chef de peloton | Standartenoberjunker FA (Führeranwärter) | Oberfeldwebel        |                |                      |                                                           |
| Oberscharführer         | Chef de peloton principal | Standartenjunker FA (Führeranwärter)     | Feldwebel            |                |                      |                                                           |
| Oberscharführer         | Chef de peloton principal | Standartenjunker FA (Führeranwärter)     | Feldwebel            |                |                      |                                                           |
| Scharführer             | Chef de peloton           | Oberjunker FA (Führeranwärter)           | Unterfeldwebel       |                |                      |                                                           |
| Scharführer             | Chef de peloton           | Oberjunker FA (Führeranwärter)           | Unterfeldwebel       |                |                      |                                                           |
| Unterscharführer        | Sous-chef de peloton      | Junker FA (Führeranwärter)               | Unteroffizier        |                |                      |                                                           |
| Unterscharführer        | Sous-chef de peloton      | Junker FA (Führeranwärter)               | Unteroffizier        |                |                      |                                                           |

#### Hommes de rang SS
| Grade Hommes de rang SS                   | Traduction                  | Équivalent Wehrmacht | Insigne de col | Insigne de bras | Patte d'épaule veste | Insigne pour effets sans patte d'épaule (tenue de combat) |
| ----------------------------------------- | --------------------------- | -------------------- | -------------- | --------------- | -------------------- | --------------------------------------------------------- |
| Rottenführer                              | Chef de section             | Obergefreiter        |                |                 |                      |                                                           |
| Sturmmann                                 | Soldat d'assaut             | Gefreiter            |                |                 |                      |                                                           |
| Oberschütze/Obermann                      | Fusilier de première classe | Oberschütze          |                |                 |                      |                                                           |
| Schütze/Mann                              | Fusilier                    | Schütze              |                | Pas Insigne     |                      | Pas Insigne                                               |
| - Staffel-Vollanwärter - Staffel-Anwärter | recrue                      | Freiwilligenbewerber |                | Pas Insigne     | Pas Insigne          | Pas Insigne                                               |
| - Staffel-Jungmann - Staffel-Bewerber     | postulant                   | Pas Équivalence      | Pas Insigne    | Pas Insigne     | Pas Insigne          | Pas Insigne                                               |

## Grades des volontaires allemands et étrangers au service de la SS
Afin d'éclaircir la situation après l'adjonction à la Waffen-SS de nombreuses unités en 1943, y compris des personnels citoyens du Reich ou étrangers ne satisfaisant pas aux rigoureux critères physiques et/ou raciaux (personnes d'origine germanique ou non) d'admission à la SS, cette dernière introduit en 1944 un système de classification en trois catégories différenciant les membres de la SS proprement dits des autres populations germaniques au service de la SS mais ne satisfaisant pas aux critères physiques d'admission dans la SS, d'une part, et d'autre part des volontaires étrangers non-germaniques. Ainsi les noms d'unités évoluent-ils à cette date, tout comme les noms de grades, des grades spécifiques étant introduits en plus des grades classiques de la Waffen-SS.
À compter de cette époque, strictement parlant, les grades étaient différents selon que le soldat était membre de la SS « germanique », ou non. Ainsi, à titre d'exemple, le grade de SS-Unterscharführer était décliné sous la forme de SS-Freiwillige-Unterscharführer (Freiwillige signifiant « volontaire ») pour une personne combattant dans les unités attachées à la Waffen-SS regroupant des personnes d'origine germanique mais n'ayant pas satisfait aux rigoureux critères physiques d'admission au sein de la SS. Ce grade pouvait enfin se décliner aussi sous le nom Waffen-Unterscharführer der SS (littéralement « sergent en armes de la SS ») pour une personne combattant dans les unités attachées à la Waffen-SS regroupant des personnes d'origine non-germanique, comme les membres des brigades et divisions de volontaires ukrainiens, russes, baltes, ou encore français de la Waffen-SS.